# Villemorin
Villemorin is een gemeente in het Franse departement Charente-Maritime (regio Nouvelle-Aquitaine) en telt 102 inwoners (2009). De plaats maakt deel uit van het arrondissement Saint-Jean-d'Angély.

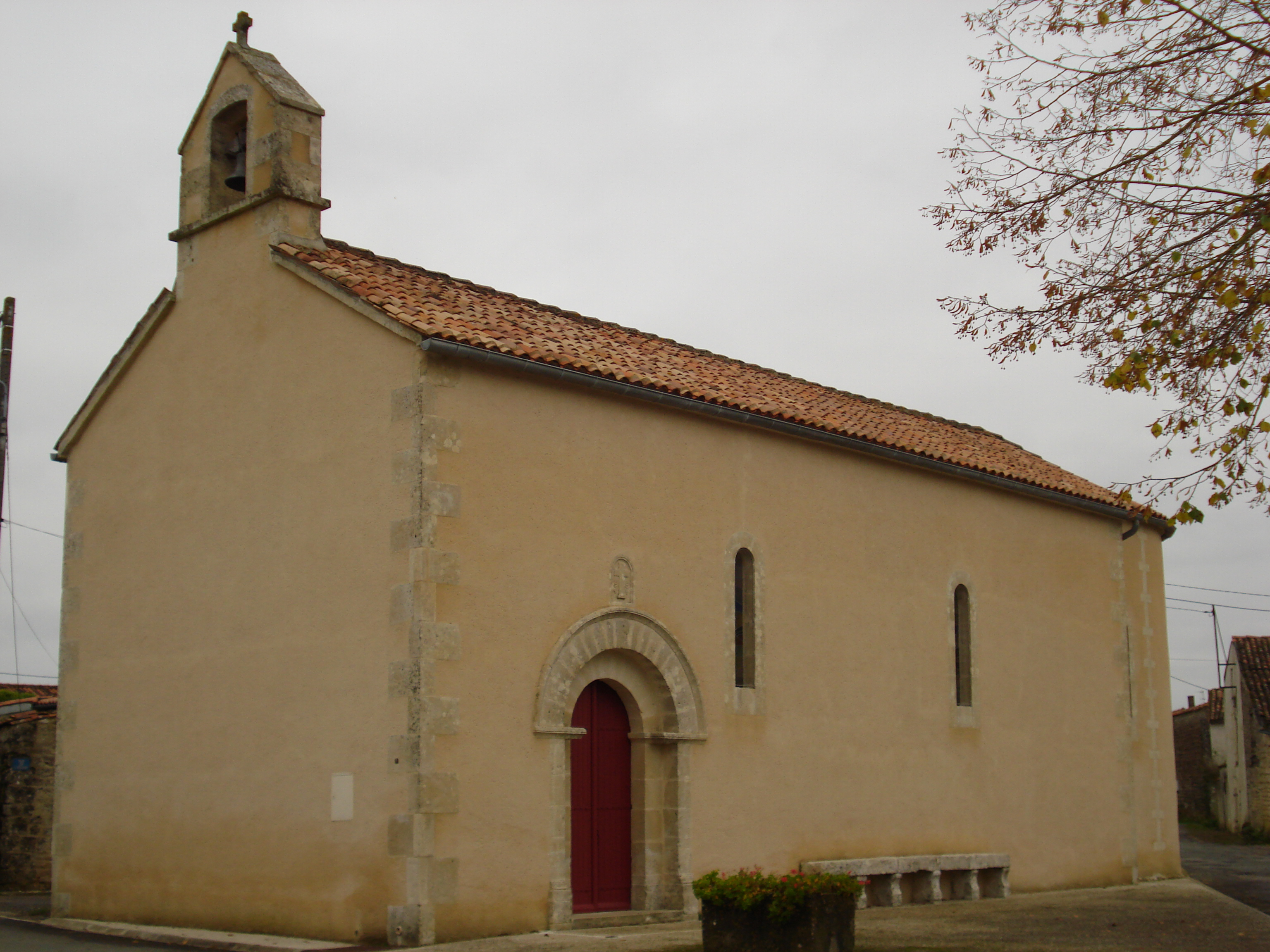
Kerk in Villemorin
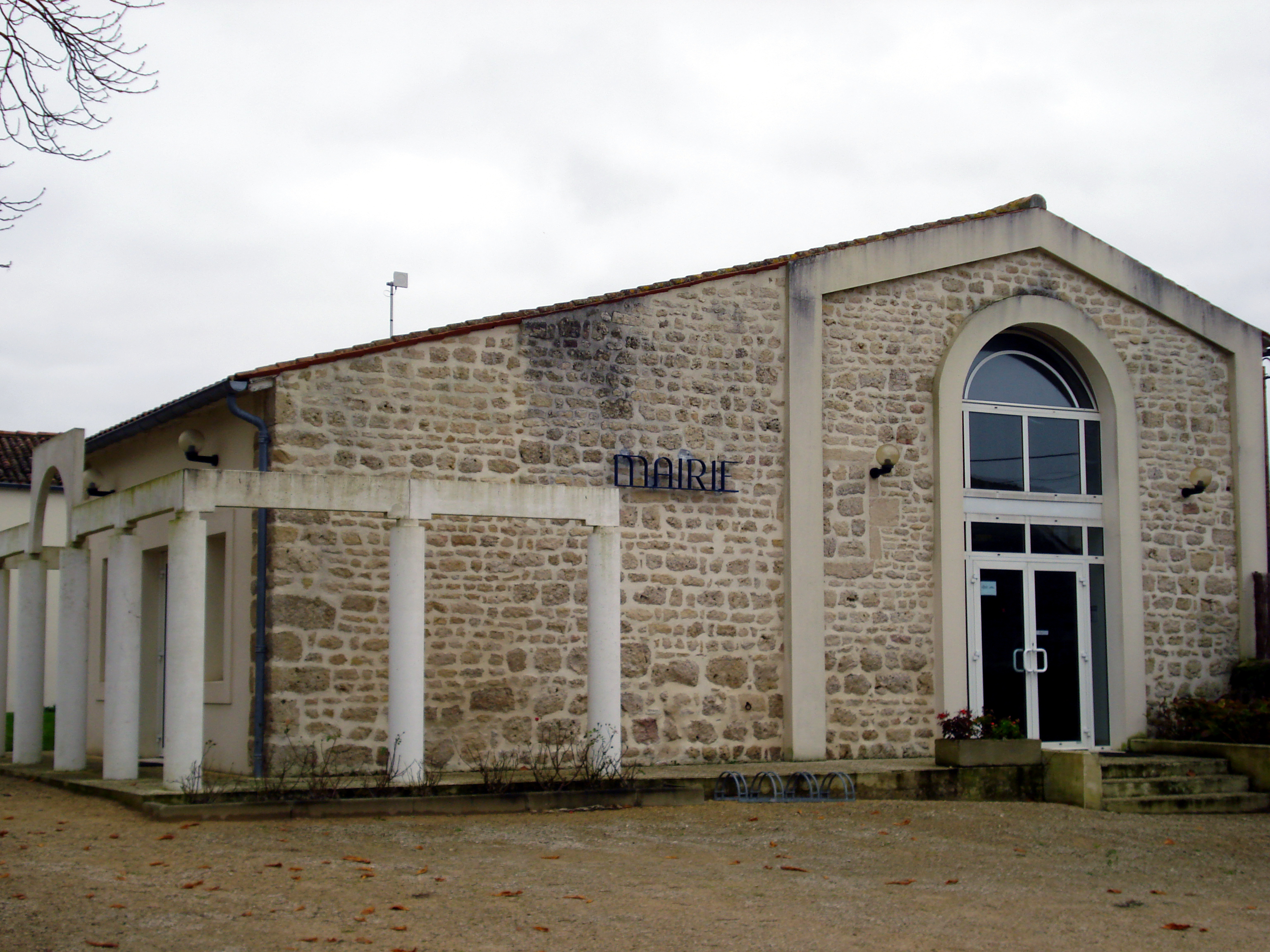
Gemeentehuis

## Geografie
De oppervlakte van Villemorin bedraagt 10,3 km², de bevolkingsdichtheid is dus 9,9 inwoners per km².
De onderstaande kaart toont de ligging van Villemorin met de belangrijkste infrastructuur en aangrenzende gemeenten.

## Demografie
Onderstaande figuur toont het verloop van het inwonertal (bron: INSEE-tellingen).